# Brazilská fotbalová reprezentace do 20 let
Brazilská fotbalová reprezentace do 20 let reprezentuje Brazílie na mezinárodních turnajích, jako je Mistrovství světa ve fotbale hráčů do 20 let.

## Mistrovství světa
| Rok    | Účast                                            | Soupisky |
| ------ | ------------------------------------------------ | -------- |
| 1977   | Bronzová medaile                                 |          |
| 1979   | nekvalifikovali se                               |          |
| 1981   | Vyřazení ve čtvrtfinále Katarem                  |          |
| 1983   | Zlatá medaile                                    |          |
| 1985   | Zlatá medaile                                    |          |
| 1987   | Vyřazení ve čtvrtfinále Jugoslávií               |          |
| 1989   | Bronzová medaile                                 |          |
| 1991   | Stříbrná medaile                                 |          |
| 1993   | Zlatá medaile                                    |          |
| 1995   | Stříbrná medaile                                 |          |
| 1997   | Vyřazení ve čtvrtfinále Argentinou               |          |
| 1999   | Vyřazení ve čtvrtfinále Uruguayí                 |          |
| 2001   | Vyřazení ve čtvrtfinále Ghanou                   |          |
| 2003   | Zlatá medaile                                    |          |
| 2005   | Bronzová medaile                                 |          |
| 2007   | Vyřazení v osmifinále Španělskem                 |          |
| 2009   | Stříbrná medaile                                 |          |
| 2011   | Zlatá medaile                                    |          |
| 2013   | nekvalifikovali se                               |          |
| 2015   | Stříbrná medaile                                 |          |
| 2017   |                                                  |          |
| 2019   |                                                  |          |
| 2021   |                                                  |          |
| Celkem | účast – 18× zlato – 5×, stříbro – 4×, bronz – 3× |          |